# Grand Soir
«Grand Soir» o «Le Grand Soir» (en francés «La Gran Noche») es una noción comunista y teleologista que designa y/o anuncia un gran acontecimiento social principalmente orientado a la eliminación del sistema capitalista, aunque igualmente orientado a impactar enormemente sobre las propias estructuras sociales y político-institucionales, con la finalidad última de obtener una nueva y mejorada sociedad.

## Historia
Esta noción (en algún sentido sinónima de momento de quiebre o punto de inflexión y con similitudes con la noción de gran día o gran acontecimiento) es compartida tanto por los comunistas marxistas como por los anarquistas, y ha sido utilizada por la mayoría de las organizaciones revolucionarias, señalando el objetivo del derrocamiento del poder precedente, a efectos de la instauración de una sociedad nueva y mejorada.
Hacia el fin del siglo XIX, los obreros, indignados y cansados de las condiciones de vida frecuentemente miserables que debían soportar, así como de la explotación de la que eran víctimas (malas condiciones de trabajo, muy bajos salarios), soñaban con la posibilidad de una revolución, soñaban con el «Grand Soir» (un gran momento, una oportunidad de quiebre, un período de transición que permitiría la consolidación de grandes cambios sociales): en resumen, en esa época el movimiento obrero estaba imbuido por la «gran poesía revolucionaria» (en francés «grande poésie révolutionnaire»).
Los obreros imaginaban que así se podría instalar un mundo mejor, una sociedad reformada donde ellos serían mejor tratados. En esos días se popularizaron diversas canciones de protesta que aludían a estas aspiraciones (por ejemplo, La Internacional de Eugène Pottier, himno símbolo de los movimientos obreros del mundo entero), así como caricaturas y dibujos alusivos, y por cierto entonces también vieron la luz numerosos y fervorosos artículos periodísticos.

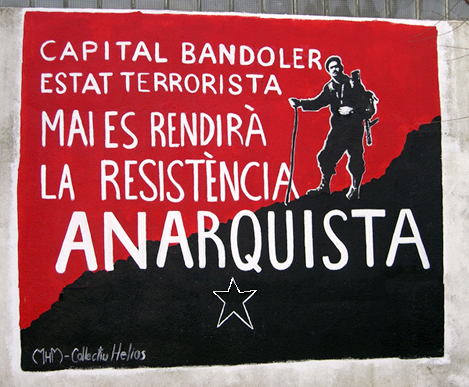
Mural anarquista en San Celoni.

En opinión de Jean-Paul Sartre, marxista humanista francés, éste fue el último gran «mito poético revolucionario» en Francia, el momento de la gran ruptura sociopolítica revolucionaria de marxistas y anarquistas, pues se tenía confianza en que era posible la aniquilación del poder vigente y el ascenso de una sociedad nueva.
Pero el propio Sartre terminó por caer en cierto amargo pesimismo, desacreditando las reales posibilidades de la concreción de esas ideas: el último entre los mitos, explicaba Sartre, ha sido ese famoso « grand soir », que reculó y se achicó frente a las necesidades de la lucha. Es necesario correr al que tenga más prisa, al que se encuentre al frente, ganar esa posición, y luego otra, y luego otra, presionar para aumentar el salario, decidir sobre esa huelga de solidaridad, y/o protestar contra la guerra de Indochina: lo que más cuenta es la eficacia de este proceso. Y sin duda, para poder hacer algo, la clase oprimida en primer lugar debe tomar consciencia de ella misma.
Es necesario reconocer por la acción y a través de la acción, según Sartre, la situación objetiva en la que se encuentra el proletariado, la que puede ser definida por las particulares circunstancias de la producción y por la repartición de bienes que se hubiera podido alcanzar. Unidos y separados por una opresión que se ejerce sobre todos y sobre cada uno a través de una lucha común, los trabajadores generalmente no llegan a percibir claramente las contradicciones interiores que fecundan las obras de arte y perjudican la praxis. Para ellos, conocerse a sí mismos es determinar la ubicación exacta que ocupan en su clase, y la función que desempeñan dentro del partido comunista. El propio lenguaje que ellos usan, no es propicio para un análisis muy profundo y elaborado, pues se encuentra alejado de ese juego de creaciones, enfoques, y divagues, que propicia la poesía.
Igualmente cautas y heterodoxas resultan ser algunas de las reflexiones del sociólogo francés Alain Bihr planteadas, por ejemplo, en su obra Del «Grand Soir» a «la alternativa»: La crisis del movimiento obrero (en francés Du «grand soir» a «l'alternative» : Le mouvement ouvrier européen en crise.

C’est donc résolument à contre-courant que je défendrai ici l’actualité du communisme. Non pas par goût du paradoxe ou de la provocation, mais par conviction.
Indudablemente es a contra corriente como yo defenderé aquí la actualidad del comunismo. Y no por gusto a la paradoja o a la provocación, sino por convicción.
Alain Bih

Por su parte, René Lévesque y el Parti québécois –PQ– hicieron uso y aplicaron el término « Grand Soir », particularmente respecto del referéndum del 20 de mayo de 1980 en Quebec, y en fechas relativamente cercanas a dicha consulta popular.

La relative harmonie observée entre 1976 et 1981 était manifestement un phénomène de surface que seule l'attente du « grand soir » a permis de maintenir.
La relativa armonía observada entre 1976 y 1981 era claramente un fenómeno de superficie que sólo la espera del « grand soir » fue capaz de mantener.
Martine Tremblay

## Antecedentes religiosos y míticos
La expresión «Grand Soir» —generalmente expresada así, en francés— tuvo su origen en la izquierda revolucionaria francesa, pero el concepto de un gran evento entre apocalíptico y esperanzador puede encontrar similitudes con ideas religiosas y míticas anteriores.
Un primer ejemplo es el « Armagedón », término bíblico cristiano citado y desarrollado en el Libro del Apocalipsis (o Libro de las Revelaciones, capítulo 16, versículo 16), y que remite al fin del mundo o fin de los tiempos mediante catástrofes.

Armagedón es enfrentamiento, es batalla, es combate … Armagedón es ese instinto egoísta, envidioso, cínico, siniestro, ambicioso e individualista, … es evento sangriento de la desobediencia al mando divino y humano … La humanidad de ayer y la de hoy vive en un espacio herido que se pliega en su angustia, porque el hombre es un paridor de asco y vergüenza … Armagedón es ese siniestro arcángel de mil bocas … es ese Saturno devorador de carnes, el que invoca a las espadas, el que señala los corazones de los que han de morir … Armagedón es el poderoso, el que arrasa con sus rayos la esperanza de los hombres … Demasiado soberbia humana … Demasiado dolor, martirio, suplicio, padecimiento, angustia, persecución, tortura … Demasiada inmolación en el hombre … En fin, insolencia y sufrimiento en demasía … Armagedón no es una visión pesimista del futuro del mundo ni su presente, sino una puesta en escena de la realidad verdadera en la que se desarrolla y avanza el hombre … Armagedón es la nueva voz de la advertencia … una nueva voz que llama a la reflexión profunda de los actos globales y particulares de la humanidad … una nueva voz que enrostra la oscuridad del mundo para alertar la salida hacia la luz de la esperanza de una mejor existencia y de una mejor convivencia de la raza humana …

Armagedón no es un campo de batalla, sino un lugar de reunión … Armagedón es un lugar famoso por las masacres sangrientas a través de la historia allí ocurridas, y es mencionado primeramente como una de las ciudades cananeas conquistadas por Josué (Jos. 12:21) … La historia famosa de Gedeón y la derrota de los madianitas puede ser que también haya ocurrido en Armagedón (Jueces 6:33) … La Biblia profetiza una serie de eventos catastróficos a ocurrir un poco antes de que Cristo regrese a la tierra, y en el medio de esto están las Siete Trompetas; a través de la historia, el sonar de una trompeta ha sido usado como aviso de peligros inminentes, como de guerras u otras calamidades (Sof. 1:16; Jer. 4:19; Eze. 33:2-6) … Sin embargo, la séptima (y última) trompeta anunciará al mundo que Cristo viene a establecer su propio gobierno en la Tierra (I Cor. 15:52; I Tesa. 4:16; Apo. 11:15)  …

Conceptos similares al señalado también son manejados por otras religiones, como el islamismo y el bahaísmo.

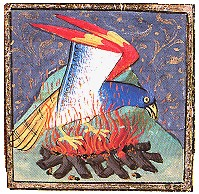
El Fénix en un manuscrito del de Bartholomeus Anglicus: Le livre des propriétés des choses.

Otros mitos, como el del Ave Fénix, también reproducen la misma concepción, ya que el Fénix moría para más tarde renacer de entre sus cenizas con toda su gloria.
En resumen, las interpretaciones alegóricas o proféticas más corrientes en relación con el Grand Soir, a Armagedón y demás mitos citados, apuntan a una visión negativa e incluso apocalíptica del cierre de los tiempos, o al menos de declive, degradación, sufrimiento, y con acompañamiento de problemáticas diversas, pero con un mensaje esperanzador, ya que ese fin o esa transición marcaría el comienzo de una nueva etapa donde todo sería mejor.